# Mancomunidad Integral Sierra de Montánchez
La Mancomunidad Integral Sierra de Montánchez y Tamuja es una mancomunidad extremeña situada en el sur de la provincia de Cáceres, compuesta por 22 municipios.

## Municipios miembros
Los municipios miembros de la mancomunidad son:
- Albalá
- Alcuéscar
- Aldea del Cano
- Almoharín
- Arroyomolinos
- Benquerencia
- Botija
- Casas de Don Antonio
- Montánchez
- Plasenzuela
- Ruanes
- Salvatierra de Santiago
- Santa Ana
- Santa Marta de Magasca
- Sierra de Fuentes
- Torre de Santa María
- Torremocha
- Torreorgaz
- Torrequemada
- Valdefuentes
- Valdemorales
- Zarza de Montánchez

## Historia
La Mancomunidad R.S.U. Sierra de Montánchez fue la primera mancomunidad creada en la zona, en 1994. Desde entonces hasta junio de 2004 la mancomunidad sufrió varias modificaciones, como las bajas de algunos municipios.
En junio de 2004 se reunieron representantes de 21 municipios (los municipios integrantes de ADISMONTA, el grupo de acción local de la comarca, que son todos los actuales miembros de la mancomunidad excepto Almoharín) para unirse a la Mancomunidad R.S.U. Sierra de Montánchez. Finalmente se acordó la fusión de la Mancomunidad de Aguas del Tamuja, la Mancomunidad de Formación y Empleo, la Mancomunidad de Aguas del Ayuela, la Mancomunidad ALCONAVARR, la Mancomunidad de Aguas las Tres Torres y la Mancomunidad R.S.U. Sierra de Montánchez, formando la actual Mancomunidad Integral Sierra de Montánchez.
En noviembre de 2005 se unió Almoharín. JASI

## Organización administrativa
La mancomunidad se encarga de 14 servicios (Abastecimiento de Agua, Bienestar Social, Desarrollo Comunitario, Dinamización Deportiva, Estudios y Proyectos, Formación, Gestión Ambiental y Protección Civil, Gestión Cultural, Parque de Maquinaria y Caminos Rurales, Proyección Comarcal, Recogida de Residuos Sólidos Urbanos, Turismo, Urbanismo y Patrimonio), al frente de los cuales hay un representante político, quien junto a sus respectivos técnicos ejecutan los servicios.